# Máy bay giấy

Biểu đồ của một máy bay giấy kiểu thường

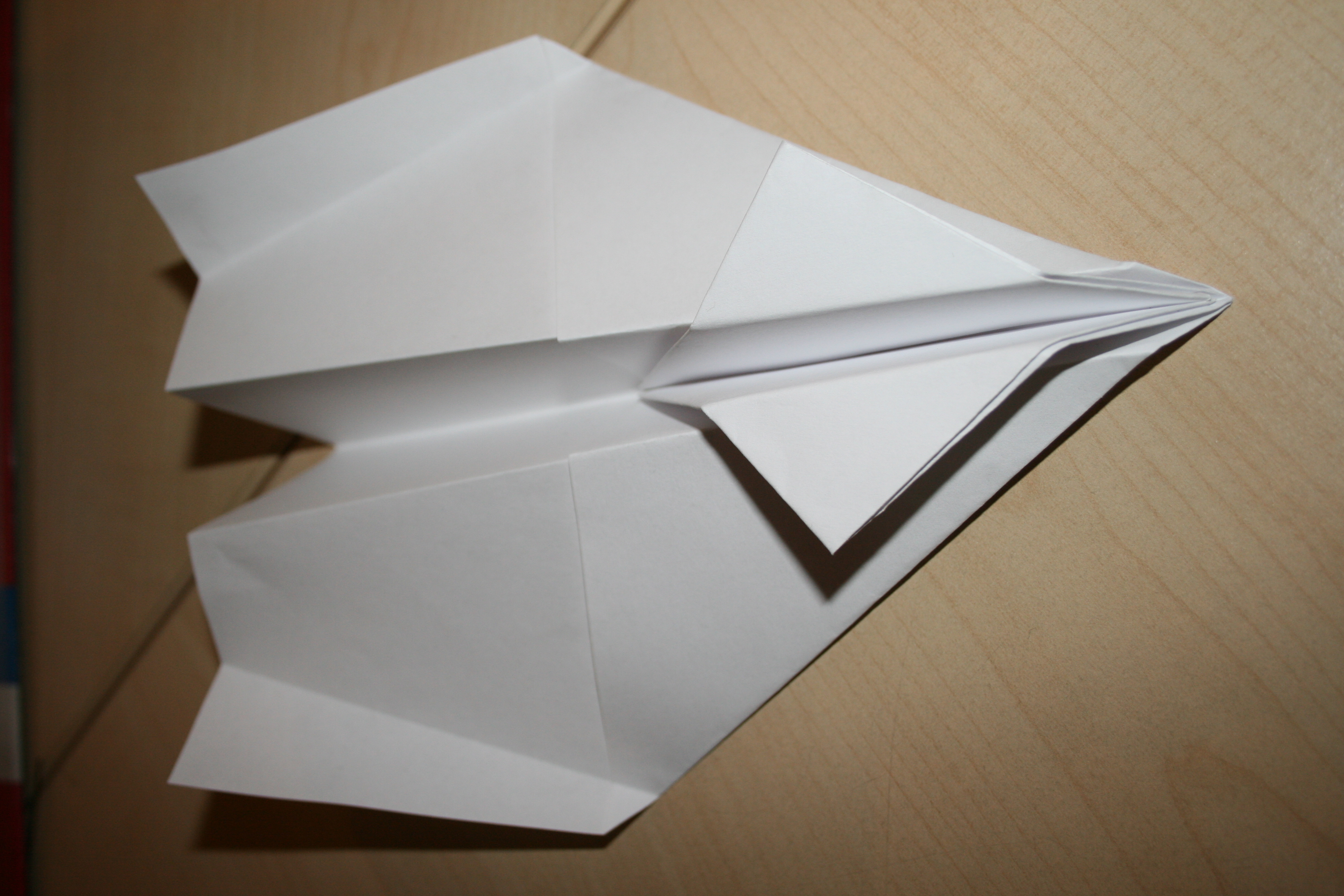
Một kiểu máy bay giấy

Máy bay giấy là một miếng giấy được gấp thành hình máy bay. Được gọi là 紙飛行機 (kami hikoki, chỉ phi hành ky) trong tiếng Nhật, nó là một mẫu origami. Nó rất phổ biến vì là một trong những mẫu origami đơn giản nhất: chỉ cần thực hiện sáu bước để làm một máy bay giấy cơ bản "đúng". "Máy bay giấy" cũng có thể chỉ đến những máy bay làm bằng giấy bồi.

## Lịch sử
Người ta cho rằng việc dùng máy bay giấy làm đồ chơi bắt đầu vào khoảng 2.000 năm trước đây tại Trung Quốc, ở đấy cái diều là trò chơi thông thường. Leonardo da Vinci thường được ghi công là người sáng chế máy bay giấy, nhưng có thể tranh luận vai trò của ông, vì văn hóa Trung Quốc đã ra giấy hiện đại cũng như diều. Tuy nhiên, ông nói đến việc xây mô hình máy bay dùng giấy da. Người ta cũng có thể cho rằng người sáng chế mô hình tàu lượn là George Cayley. Ông xây những tàu lượn bằng vải, nhìn giống diều và được ném bằng tay, vào đầu thập niên 1800. Mặc dù có thể cho rằng những tàu lượn này dẫn đến máy bay giấy hiện đại, nhưng không thể biết chắc chắn là trò chơi này bắt nguồn từ đâu.
Những máy bay giấy hiện đại sớm nhất trong tài liệu còn lại được bay năm 1909. Tuy nhiên, chuyện sáng tạo được chấp nhận nhiều nhất xảy ra năm 1930 do Jack Northrop, đồng sáng lập viên của Lockheed Corporation (xem Lockheed Martin). Northrop đã sử dụng máy bay giấy để thử những quan niệm về bay máy bay thật. Vào những năm về sau,  thiết kế của máy bay giấy thay đổi nhiều lần vì tốc độ, sức nâng, và thời trang.